# Velocino de Ouro (pintura)

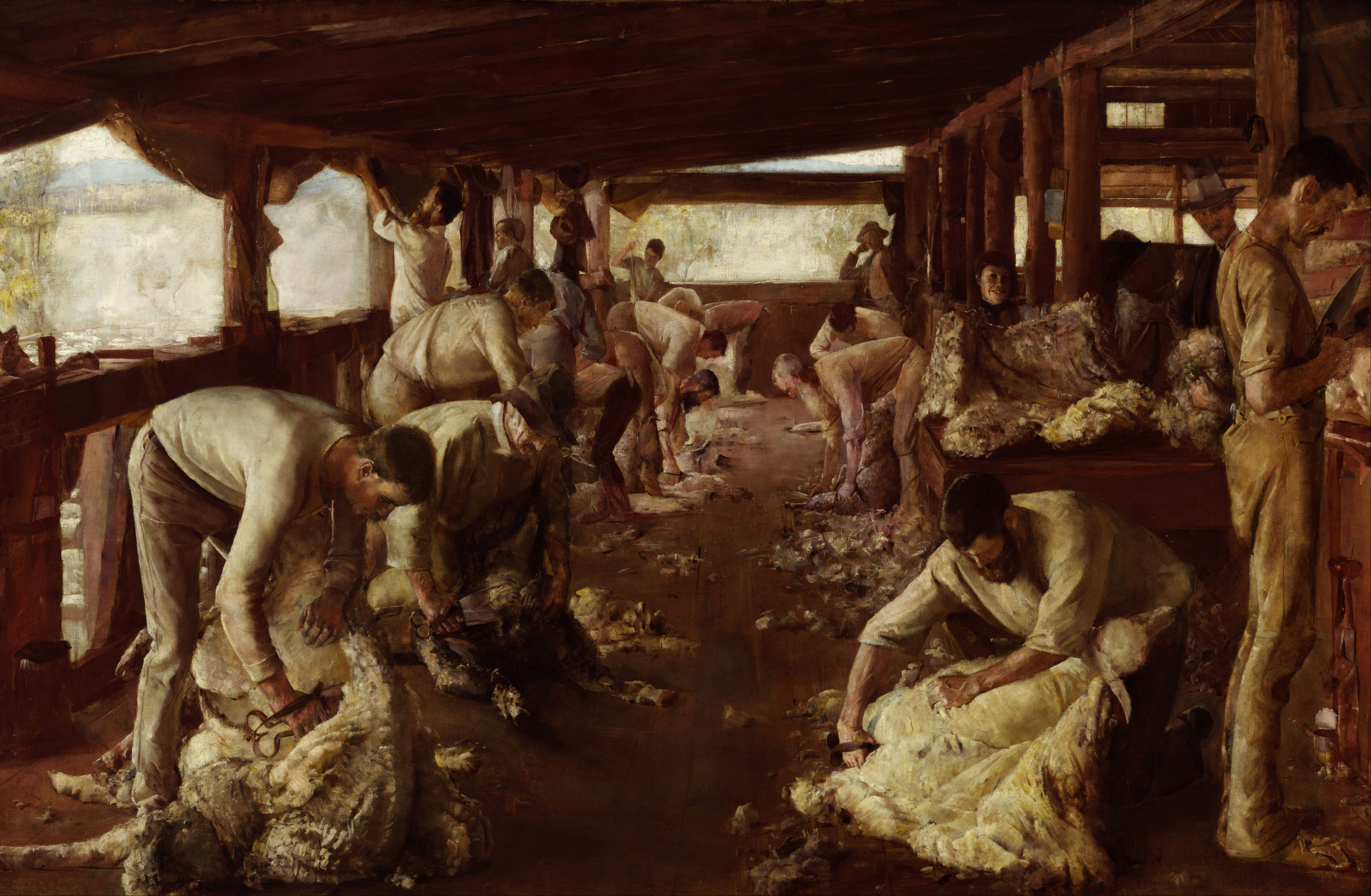
The Golden Fleece

O Velocino de Ouro, originalmente conhecido como Shearing em Newstead, é uma pintura de 1894 do artista australiano Tom Roberts. A pintura mostra tosquiadores de ovelhas exercendo seu comércio em um galpão de tosquia em Newstead North, uma estação de ovelhas próximo de Inverell nos planaltos do norte de New South Wales. O mesmo galpão é retratado em outra obra de Roberts, Shearing Shed, Newstead (1894).
A pintura foi originalmente intitulada Shearing at Newstead, mas foi rebatizada de The Golden Fleece depois do Golden Fleece da mitologia grega para homenagear a indústria da lã e a nobreza dos tosquiadores. Isso estava de acordo com a idealização consciente de Roberts do trabalho pastoral e da paisagem australiana. A pintura, considerada "um ícone da arte australiana", faz parte da coleção da Galeria de Arte de Nova Gales do Sul.